# Ludmiła Starascina
Ludmiła Wiktarauna Starascina (biał. Людміла Віктараўна Старасціна, ros. Людмила Викторовна Старостина, Ludmiła Wiktorowna Starostina; ur. 9 kwietnia 1963 w Mohylewie) – białoruska nauczycielka i polityk, od 2012 roku deputowana do Izby Reprezentantów Zgromadzenia Narodowego Republiki Białorusi V kadencji.

## Życiorys
Urodziła się 9 kwietnia 1963 roku w Mohylewie, w Białoruskiej SRR, ZSRR. Ukończyła Mohylewski Państwowy Instytut Pedagogiczny im. Arkadzia Kulaszoua, uzyskując wykształcenie nauczycielki matematyki i fizyki. Pracowała jako wychowawczyni, zastępczyni dyrektora, dyrektor Szkoły Średniej Nr 13 w Mohylewie.
18 października 2012 roku została deputowaną do Izby Reprezentantów Białorusi V kadencji z Mohylewskiego-Kastrycznickiego Okręgu Wyborczego Nr 86. Pełniła w niej funkcję członkini Stałej Komisji ds. Oświaty, Kultury i Nauki.

## Życie prywatne
Ludmiła Starascina jest mężatką, ma córkę i syna.